# Neocinnamomum caudatum
Neocinnamomum caudatum är en lagerväxtart som först beskrevs av Christian Gottfried Daniel Nees von Esenbeck, och fick sitt nu gällande namn av Elmer Drew Merrill. Neocinnamomum caudatum ingår i släktet Neocinnamomum och familjen lagerväxter. Inga underarter finns listade i Catalogue of Life.